# Santa Cauberola d'Abella de la Conca
Santa Cauberola és una església romànica del municipi d'Abella de la Conca, a la comarca del Pallars Jussà. Sovint és anomenada, erròniament, Santa Maria de Calberola, Callberola o Cauberola.
Era una església d'una sola nau, estreta amb relació a la llargada. El mur nord, arredossat a la roca, es manté fins a l'arrancada de la volta. El mur sud té una alçada d'1,5 m aproximadament. Resten unes filades de pedres de l'absis. Aquests fragments conservats mostren un aparell regular, probablement corresponent a una obra del segle xi.
Es tractava, segurament, d'un assentament monàstic, però no se'n conserva cap mena de documentació.
Està situada en un lloc desavinent i de difícil accés, tot i que el camí del Bosc d'Abella passa pels seus peus, una quinzena de metres més avall. L'accés, a peu i per camins no marcats ni fressats, es fa fent una volta per tal de salvar el desnivell pel costat de llevant de Santa Cauberola.

## Etimologia
Aquesta església i monestir estava dedicada a una santa medieval, actualment caiguda en desús: santa Cauberola.